# Nestorije
Nestorije (oko 386. – 451.), carigradski biskup od 10. travnja 428. do 22. lipnja 431. i začetnik nestorijanstva.
Nestorije koji je izvorno pripadao antiohijskoj biskupiji, postao je 428. carigradskim biskupom, a naučavao je da su ljudska i božanska bit u Isusu podijeljene te da Marija ne može nositi naslov Bogorodica, nego samo „Kristorodica.“ Bio je to odraz razdoblja u kojem je kristologija bila u središtu crkvenoga promišljanja. Car Teodozije II. priklonio se Nestorijevu učenju dok je papa Celestin I. pristao uz učenje sv. Ćirila Aleksandrijskog, Nestorijeva glavnog protivnika.
Borba između Nestorija i Ćirila bila je istovremeno i borba za prestiž između biskupskih sjedišta u Antiohiji i Aleksandriji. Na Efeškom saboru 431. godine pobijedila je protunestorijevska struja, a sedamnaest biskupa, koji su podržavali Nestorija, uklonjeni su sa svojih položaja.
Nestorije se povlači u jedan antiohijski manastir i umire oko 451. godine.